# Listă de pictori haitieni
Aceasta este o listă de pictori haitieni.

## A
- Harry Jacques Arijac

## B
- Rigaud Benoit

## D
- Claude Dambreville

## S
- Petion Savain